# Vasikkasaari (ö i Finland, Norra Österbotten, Oulunkaari, lat 64,96, long 26,92)
Vasikkasaari är en ö i Finland. Den ligger i sjön Juorkuna och Mätäsjärvi och i kommunen Utajärvi i den ekonomiska regionen  Oulunkaari  och landskapet Norra Österbotten, i den centrala delen av landet, 500 km norr om huvudstaden Helsingfors. Öns area är 0,1 hektar och dess största längd är 90 meter i sydväst-nordöstlig riktning.